# Alyxia parvifolia
Alyxia parvifolia är en oleanderväxtart som först beskrevs av Elmer Drew Merrill, och fick sitt nu gällande namn av Elmer Drew Merrill. Alyxia parvifolia ingår i släktet Alyxia och familjen oleanderväxter. Inga underarter finns listade i Catalogue of Life.